# ماتای
ماتای (به قزاقی: Matay) یک منطقهٔ مسکونی در قزاقستان است که در استان آلماتی واقع شده‌است.